# 머니게임 (드라마)
《머니게임》은 2020년 1월 15일부터 2020년 3월 5일까지 방영되었던 tvN 수목 드라마이다.

## 줄거리
정부 지분이 투입된 은행이 부도 위기에 직면하자 대한민국은 '제2의 IMF'가 오는 것 아니냐는 불안에 휩싸이고, 국가적 비극을 막기 위해 노력하는 과정에서 서로 다른 신념을 가진 사람들의 치열한 갈등을 그린다.

## 등장 인물

### 주요 인물
- 고수 : 채이헌 역 - 40대, 대한민국 최고 경제학자 채병학의 아들. 前 금융위 금융정책국 과장 → 現 기획재정부 국제금융국장
- 이성민 : 허재 역 - 50대, 前 금융위 부위원장 → 前 금융위원장 → 現 경제부총리 겸 기획재정부 장관
- 심은경 : 이혜준 역 (아역 이효비) - 20대(1998년 초 당시 7살), 기재부 국제금융국 사무관

### 금융위 금융정책국
- 최광일 : 최광민 역 - 금융위 감사담당과장
- 최덕문 : 국경민 역 - 40대, 前 금융위 금융정책국장 → 現 미진 회계 법인 고문. 뇌물 수수로 파면 당해 회계 법인 고문으로 재취업
- 최웅 - 한상민 역 - 30대, 금융위 금융정책국 글로벌금융과 사무관

### 기재부 국제금융국
- 최병모 - 나준표 역 : 40대, 前 기획재정부 국제금융국장 → 現 빅토리펀드 고문. 몰래 유진한을 도와주다가 허재에게 들켜 빅토리펀드 고문으로 재취업
- 조재룡 - 조희봉 역 : 40대, 기획재정부 국제금융과장
- 오륭 - 박수종 역 : 30대, 기획재정부 국제금융국 사무관

### 바하마
- 유태오 : 유진 한 역 - 30대, 前 바하마 뉴욕 부지사장 → 現 바하마 코리아 지사장. 한국계 미국인
- 에이미 알리야 : 섀넌 루치오 역 - 30대/50대, 前 바하마 코리아 지사장. 바하마의 금융로비스트
- 미상 : 티나 바하마 역 - 30대, 바하마 회장의 딸이자 바하마의 후계자. 바하마 중국 지사장

### 꼬끼오진
- 방은희 : 이만옥 역 - 50대, 꼬끼오진 운영. 이혜준의 고모
- 김정팔 : 진수호 역 - 50대, 꼬끼오진 운영. 이만옥의 남편
- 미람 : 진마리 역 - 20대, KTN거시경제부 기자
- 송재룡 : 강남진 역 - 40대. 건물주. 카센터 운영

### 정인은행
- 김승욱 : 강원희 역 - 정인은행장
- 유승목 : 서양우 역 - 정인은행 전략기획본부장

### 그 외 인물
- 정동환 : 채병학 역 - 70대, 경제학자. 서울대학교 경제학과 명예교수. 채이헌의 아버지. 대한민국 최고의 경제학자
- 공상아 : 서양우의 아내 역
- 전무송 : 곽 노인 역 - 70대, 배추 농사. 한때 월가에서 전설적인 수익을 올리던 투자의 귀재
- 이황의 : 김성진 역 : 경제수석
- 박지일 : 김호중 역 - 경제부총리
- 손종학 : 배진수 역 - 국회의원. 기재위원장
- 김창완 : 김만영 역 - 법무 법인 영&수 대표
- 정재성 : 홍국영 역 - 신임 국제금융국장
- 이승철 : 고상호 역 - 금융위원회 위원장

## 촬영지
- 흥남부두식장C
- 이문설농탕
- 오크우드 프리미어 인천
- 어사츨또 마곡점
- 서강대교
- 합천정원테마파크
- 그랜드 하얏트 서울
- 마포대교
- 달콤커피 볼륨111 송파하비오점 부티크카페
- 참새방앗간 홍대북부점
- 용이네 술집
- 킨텍스 육교
- 채병학 교수를 죽인 산 이름은 아차산

## 시청률
최저 시청률과 최고 시청률은 시청률 조사회사와 지역별로 시청률에 차이가 있을 수 있습니다.
| 2020년 | 2020년   | 2020년         | 2020년       | 2020년 |
| 회차   | 방송일   | AGB 시청률     | AGB 시청률   |        |
| 회차   | 방송일   | 대한민국(전국) | 서울(수도권) |        |
| ------ | -------- | -------------- | ------------ | ------ |
| 제1회  | 1월 15일 | 3.520%         | 3.843%       |        |
| 제2회  | 1월 16일 | 1.953%         | 2.433%       |        |
| 제3회  | 1월 22일 | 1.850%         | 1.775%       |        |
| 제4회  | 1월 23일 | 1.293%         | 1.236%       |        |
| 제5회  | 1월 29일 | 2.202%         | 2.065%       |        |
| 제6회  | 1월 30일 | 1.693%         | 1.621%       |        |
| 제7회  | 2월 5일  | 2.187%         | 2.072%       |        |
| 제8회  | 2월 6일  | 1.599%         | -            |        |
| 제9회  | 2월 12일 | 2.064%         | 2.054%       |        |
| 제10회 | 2월 13일 | 1.709%         | 1.683%       |        |
| 제11회 | 2월 19일 | 2.051%         | -            |        |
| 제12회 | 2월 20일 | 1.361%         | -            |        |
| 제13회 | 2월 26일 | 2.167%         | -            |        |
| 제14회 | 2월 27일 | 1.762%         | -            |        |
| 제15회 | 3월 4일  | 2.146%         | 2.053%       |        |
| 제16회 | 3월 5일  | 1.890%         | -            |        |

## 같이 보기
- 대한민국의 텔레비전 드라마 목록 (ㅁ)
- 2020년 대한민국의 텔레비전 드라마 목록